# 18235 Lynden-Bell
A 18235 Lynden-Bell (ideiglenes jelöléssel 1003 T-2) a Naprendszer kisbolygóövében található aszteroida. Cornelis Johannes van Houten,   Ingrid van Houten-Groeneveld és Tom Gehrels fedezte fel 1973. szeptember 29-én.